# Lelång
För den mycket mindre sjön i Arvika och Årjängs kommuner, se Lelången
Lelång är en sjö i Bengtsfors kommun i Dalsland och Årjängs kommun i Värmland och ingår i Göta älvs huvudavrinningsområde. Sjön är 58 meter djup, har en yta på 52,9 kvadratkilometer och befinner sig 93,1 meter över havet. Sjön avvattnas av vattendraget Upperudsälven.
Sjön är långsmal och rinner i norr från Lennartsfors till Bengtsfors i söder, en sträcka på omkring 40 kilometer. Sjön har slussar på tre ställen, i Lennartsfors sammanbinds den via slussar med Foxen, i Gustavsfors med Västra Silen och i Bengtsfors med Bengtsbrohöljen. Dessutom rinner den samman med Ärtingen 5 kilometer norr om Bengtsfors. Lelång är en del av Dalslands kanal.
Kanottävlingen Dalsland kanotmaraton + går varje sommar av stapeln i bland annat Lelång.

## Delavrinningsområde
Lelång ingår i delavrinningsområde (656973-128538) som SMHI kallar för Utloppet av Lelång. Medelhöjden är 126 meter över havet och ytan är 192,81 kvadratkilometer. Räknas de 232 avrinningsområdena uppströms in blir den ackumulerade arean 2 664,02 kvadratkilometer. Upperudsälven som avvattnar avrinningsområdet har biflödesordning 2, vilket innebär att vattnet flödar genom totalt 2 vattendrag innan det når havet efter 198 kilometer. Avrinningsområdet består mestadels av skog (60 procent). Avrinningsområdet har 55,17 kvadratkilometer vattenytor vilket ger det en sjöprocent på 28,6 procent. Bebyggelsen i området täcker en yta av 4,28 kvadratkilometer eller 2 procent av avrinningsområdet.